# Praveen Kumar
Pour les articles homonymes, voir Kumar.
Praveen Kumar Sobti (né le 6 décembre 1947 et mort le 7 février 2022 à New Delhi) est un athlète indien, spécialiste du lancer du disque.

## Biographie
Praveen Kumar remporte la médaille d'or du lancer du disque lors des championnats d'Asie 1975, à Séoul, avec la marque de 54,78 m. 

### Palmarès
| Date | Compétition                                     | Lieu     | Résultat | Épreuve           | Performance |
| ---- | ----------------------------------------------- | -------- | -------- | ----------------- | ----------- |
| 1966 | Jeux de l'Empire britannique et du Commonwealth | Kingston | 2e       | Lancer du marteau | 60,13 m     |
| 1966 | Jeux asiatiques                                 | Bangkok  | 1er      | Lancer du disque  | 49,62 m     |
| 1966 | Jeux asiatiques                                 | Bangkok  | 3e       | Lancer du marteau | 57,18 m     |
| 1970 | Jeux asiatiques                                 | Bangkok  | 1er      | Lancer du disque  | 52,32 m     |
| 1973 | Championnats d'Asie                             | Manille  | 2e       | Lancer du disque  | 49,08 m     |
| 1974 | Jeux asiatiques                                 | Téhéran  | 2e       | Lancer du disque  | 53,64 m     |
| 1975 | Championnats d'Asie                             | Séoul    | 1er      | Lancer du disque  | 54,78 m     |

### Records
| Épreuve          | Performance | Lieu       | Date             |
| ---------------- | ----------- | ---------- | ---------------- |
| Lancer du disque | 56,74 m     | Düsseldorf | 2 septembre 1977 |